# Бурхановка (Ростовская область)
Бурхановка — хутор в Азовском районе Ростовской области.
Входит в состав Калиновского сельского поселения.

## География
Расположен в 50 км (по дорогам) южнее районного центра — города Азова.

### Улицы
- ул. ДорожнаяДорожная,
- ул. Октябрьская.

## Население
| 1989 | 2002 | 2010 |
| ---- | ---- | ---- |
| 259  | ↘217 | ↘212 |

Национальный состав
Согласно результатам переписи 2002 года, в национальной структуре населения русские составляли 75 %.

## Достопримечательности
В трёх километрах западнее хутора находится памятник археологии — Курганный могильник «Мечетный-2» (2 насыпи). Памятник датируется II тысячелетием до н. э. — XIV веком н. э. Решением Малого Совета облсовета № 301 от 18 ноября 1992 года могильник внесен в список объектов культурного наследия местного значения под кодом № 6100290000.